# Bystrý potok (přítok Ostravice)
Bystrý potok je potok v Moravskoslezském kraji, přítok řeky Ostravice, který odvodňuje malé území v podhůří Moravskoslezských Beskyd v okrese Frýdek-Místek. 

## Popis toku
Bystrý potok pramení při samém okraji Moravskoslezských Beskyd v nadmořské výšce kolem 820 m na severních svazích hory Kykulka. Po celou cestu až k ústí teče zhruba severozápadním směrem, zprvu spadá zaříznutým údolím k osadě Bystré (část obce Janovice), pod níž opouští území CHKO Beskydy. Mezi Janovicemi a Pržnem Bystrý potok ze západu obtéká dvojici výrazných terénních vyvýšenin (Velký a Malý pahorek) a při západním okraji Janovic zprava přijímá hlavní ze svých přítoků, potok Říčku. Po průtoku centrem obce Baška Bystrý potok zprava ústí do řeky Ostravice, která jeho vody unáší dál do Odry.

## Hlavní přítoky
(levý/pravý)
- Říčka (P)